# Растительный континуум
Растительный континуум — свойство растительности существовать в виде непрерывного покрова. Он проявляется в постепенном переходе растительных сообществ друг в друга при постепенном изменении условий внешней среды. Представление о континуальной организации растительного покрова пришло на смену представлениям о его дискретности в середине XX века. Вопрос о том, дискретен растительный покров или континуален являлся центральным в истории геоботаники, так как каждая из концепций предполагала особенные подходы к изучению фитоценозов, их классификации и практическому использованию.
Виды растительного континуума:
- пространственный континуум — постепенное изменение состава и свойств растительного покрова в пространстве
  - горизонтальный континуум — плавный переход одних сообществ в другие при изменении условий среды
  - вертикальный континуум — постепенный переход одних ярусов фитоценоза в другие
- временной континуум — постепенное изменение состава и свойств растительного покрова во времени (при сезонных и многолетних колебаниях, сукцессии и эволюции растительности)
- синтаксономический континуум — отражает наличие переходных (промежуточных) сообществ между их типами (синтаксонами).

Непрерывность растительного покрова является универсальным явлением, хотя степень непрерывности может быть самой разной. Она возрастает в сообществах с наличием нескольких сильных эдификаторов (например, леса умеренного пояса) и уменьшается в сообществах с множеством слабых эдификаторов (например, луга, рудеральная растительность, степи).
Современное представление о фитоценозе как условном, реально не существующем образовании, возникла на основе индивидуалистической гипотезы, разработанной русским учёным Л. Г. Раменским и американским Г. Глизоном. Суть этой гипотезы состоит в том, что каждый вид специфичен по своим отношениям к внешней среде и имеет экологическую амплитуду, не совпадающую полностью с амплитудами других видов (то есть каждый вид распределён «индивидуалистически»). Каждое сообщество образует виды, экологические амплитуды которых перекрываются в данных условиях среды. При изменении какого-либо фактора или группы факторов постепенно уменьшают обилие и исчезают одни виды, появляются и увеличивают обилие другие виды, и таким путём осуществляется переход от одного типа растительных сообществ к другому. Вследствие специфичности (индивидуальности) экологических амплитуд видов эти изменения происходят не синхронно, и при постепенном изменении среды растительность меняется также постепенно. Таким образом, растительные сообщества не образуют чётко обособленные единицы, а связываются переходными сообществами в непрерывно варьирующую систему.